# Pepsine
La pepsine (du grec pepsis, signifiant digestion ; peptein = digérer) est une endoprotéase digestive du suc gastrique. 
Son N° EC est EC 3.4.23.1.

## Histoire
La pepsine est une enzyme du règne animal découverte par le docteur Beaumont en 1833.

## Propriétés
La pepsine dégrade les protéines du bol alimentaire en hydrolysant les liaisons peptidiques avant les acides aminés aromatiques et hydrophobes. Cette dégradation constitue l'initiation de la digestion des protéines au niveau de l'estomac. Celle-ci sera complétée par d'autres peptidases dans les segments suivants du tube digestif. 
Le pH optimum d'action de la pepsine se situe entre 1,5 et 4, idéal pour son action au niveau de l'estomac. Ceci explique également qu'elle arrête de fonctionner en passant dans le duodénum, ayant un pH plus alcalin (tamponné par des bicarbonates notamment).
Elle est composée en majorité d'acide aspartique et d'acide glutamique.

## Précurseur
Elle est synthétisée sous forme de pepsinogène par les cellules principales de l'estomac (proenzyme = zymogène inactive) puis stockée dans les vésicules enzymatiques des cellules principales, d'où elle est excrétée au moment de la digestion. 
L'activation du pepsinogène en pepsine est le résultat d'une hydrolyse acide par l'acide  chlorhydrique sécrété par les cellules pariétales, situées dans le fundus de la muqueuse gastrique.

## Utilisation
- La pepsine commercialisée est généralement la pepsine A d'estomacs de porcs.
- On utilise également de la pepsine pour la préparation du fromage ou des boissons gazeuses.
- La pepsine est utile pour l'étude des ponts disulfures des autres protéines.

## Citation
Dans À la recherche du temps perdu, Proust écrit que la Tante Léonie réclame à de multiples reprises sa pepsine et sa Vichy-Célestins pour soulager sa digestion difficile.